# Xoanodera wongi
Xoanodera wongi är en skalbaggsart som beskrevs av Hüdepohl 1989. Xoanodera wongi ingår i släktet Xoanodera och familjen långhorningar. Inga underarter finns listade i Catalogue of Life.